# Unisex

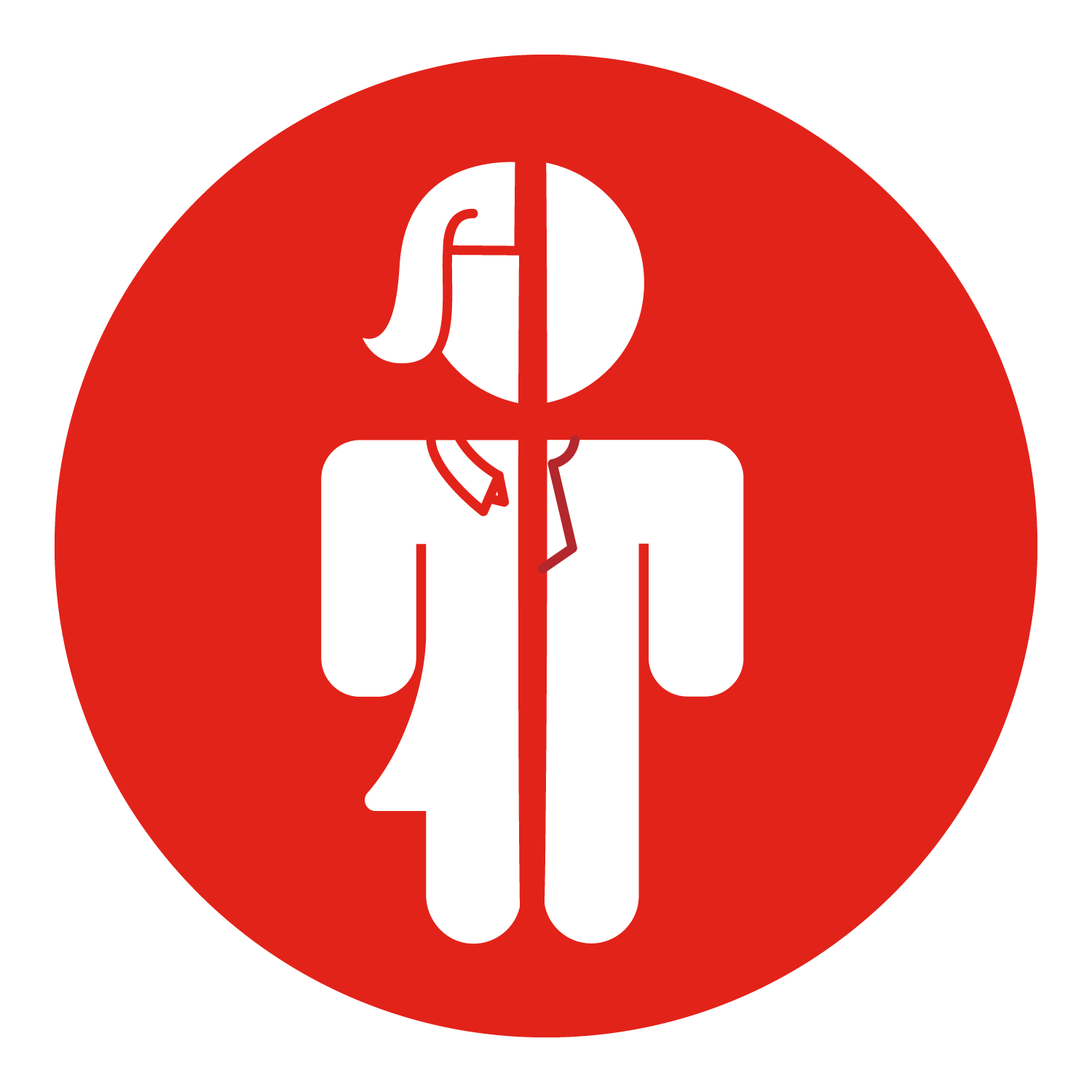
Ikona unisex postavy

Unisex je pojem užívaný pro věci nezávislé na pohlaví, případně vhodné pro obě pohlaví. Výraz může být i synonymem pro genderovou slepotu.
Pojem unisex vznikl během 60. let 20. století. Ačkoliv předpona uni- vychází z latinského unus (jeden), zdá se, že termín byl ovlivněn výrazy united a universal, kde předpona uni- vyjadřuje význam sdílený nebo společný. V tomto smyslu lze slovo unisex vykládat jako sdílený oběma pohlavími.
Kadeřnictví a kosmetické salóny s dámskou i pánskou klientelou jsou často označovány jako unisexové. To je též typické pro další služby a produkty tradičně odlišované podle pohlaví, jako je odívání nebo kosmetika. Zařízení, které je bez rozdílu využíváno oběma pohlavími, ačkoliv běžně bývá dle pohlaví rozdělené, lze také označovat jako unisexové (například veřejné toalety).
Vzorem unisexového oblečení jsou například trička, mikiny apod., ačkoliv i ty se mohou lišit délkou rukávů, tvarem a velikostí výstřihu atp. Jiné součásti oděvu, jako džíny, se dle pohlaví mohou lišit střihem (poměr pas:boky). Častým rozlišovacím znakem je směr zapínání (např. knoflíky u košile, halenky, zip u kalhot, bundy); zásadní nesymetrií však zůstává, že zatímco "pánské" zapínání může být vnímáno jako "unisex", "dámské" je určeno prakticky výhradně ženám a může vzbuzovat rozpaky, pokud je užíváno mužem.
Další velkou doménou unisexu je obuv, zejména sportovní a turistická - ať už uzavřená, nebo sportovní a trekové sandály.